# Пам'ятник вічному коханню
Па́м'ятник ві́чному коха́нню — пам'ятник у Києві в Хрещатому парку, присвячений зустрічі колишніх в'язнів табору для військовополонених — українки Мокрини Юрзук та італійця Луїджі Педутто. Вони зустрілися після 60-річної розлуки 2004 року на програмі «Жди меня».
Пам'ятник урочисто відкрито 7 травня 2013 р. Його створили скульптори Олександр Моргацький та Григорій Костюков.